# Vav (lettre)
Pour les articles homonymes, voir Vav.
| Phénicien | Hébreu | Hébreu | Cursive |
| --------- | ------ | ------ | ------- |
| Waw       | ו      | ו      |         |

Vav ou waw (ו, prononcé originellement /w/ mais tendance à être prononcé aujourd'hui en /v/ ) est la sixième lettre de l’alphabet hébreu. Elle trouve son origine dans une lettre de l’alphabet phénicien, laquelle a aussi donné le digamma et l’upsilon de l’alphabet grec, ainsi que les lettres F, V, Y, U et W de l’alphabet latin.
Le mot hébreu Vav signifie « crochet, clou », et dans la numération abjad, il représente le nombre 6.